# NGC 4769
NGC 4769 – gwiazda podwójna znajdująca się w gwiazdozbiorze Panny. Jej jasność obserwowana wynosi około 14m. Skatalogował ją Wilhelm Tempel w marcu 1882 roku jako obiekt typu „mgławicowego”. Wcześniej była uznawana za gwiazdę pojedynczą, udało się ją rozdzielić na dwa składniki dopiero za pomocą dużych teleskopów.